# Bolero (kleding)
Een bolero is een zeer kort jasje met lange of korte mouwen, zowel gedragen door mannen als vrouwen. De bolero heeft zijn oorsprong in de dracht van de Spaanse stierenvechters. In Nederland is de uitspraak van het woord voor dit kledingstuk, afwijkend van de uitspraak die geldt voor muziekstukken met dezelfde naam. De muzikale versie van de Bolero wordt doorgaans uitgesproken als Boléro, terwijl de naam van het kledingstuk vaak wordt uitgesproken als bóleró of vanwege de soms zeer minimale afmetingen bóleróotje.

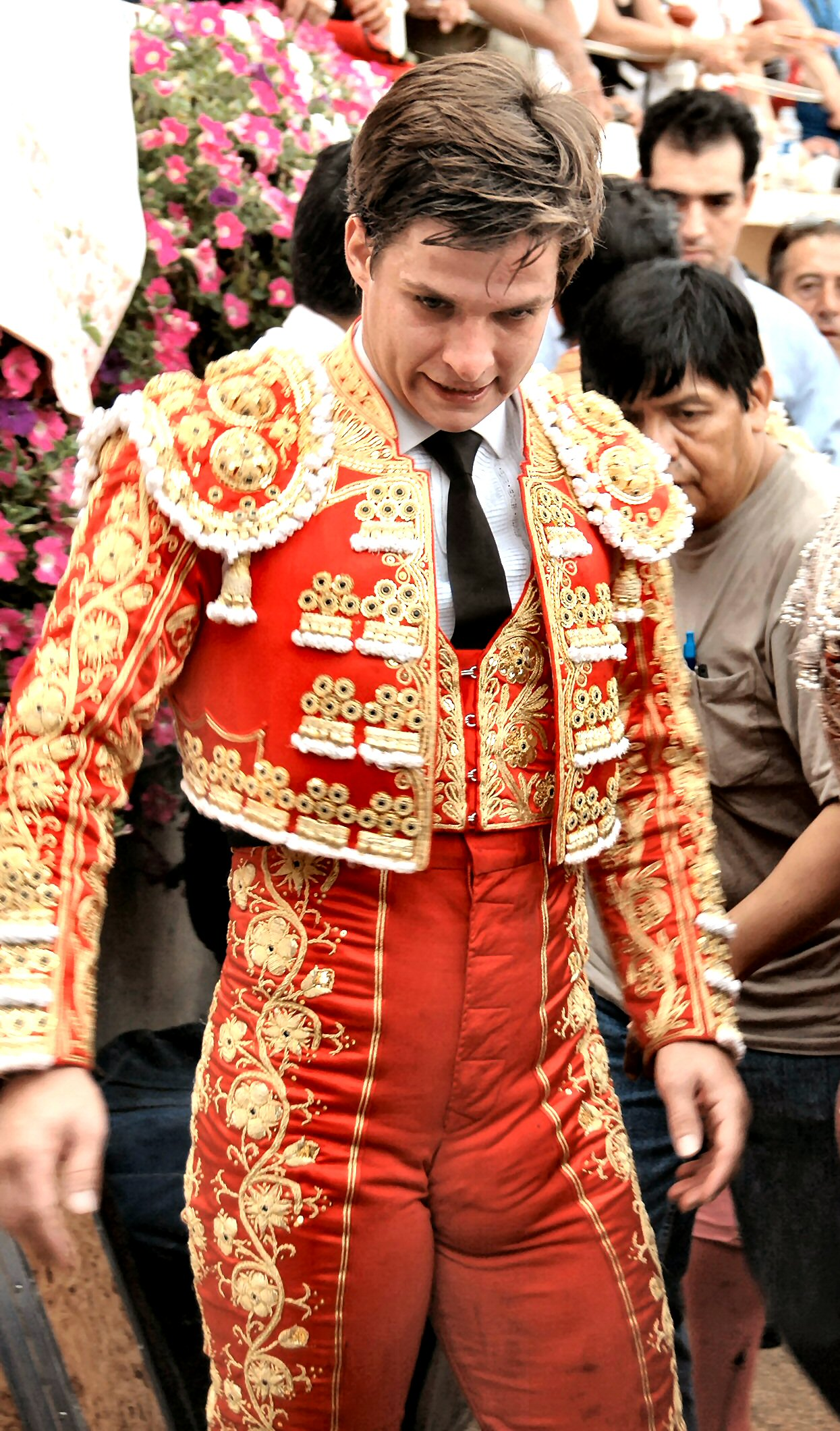
Torero El Juli in bolero
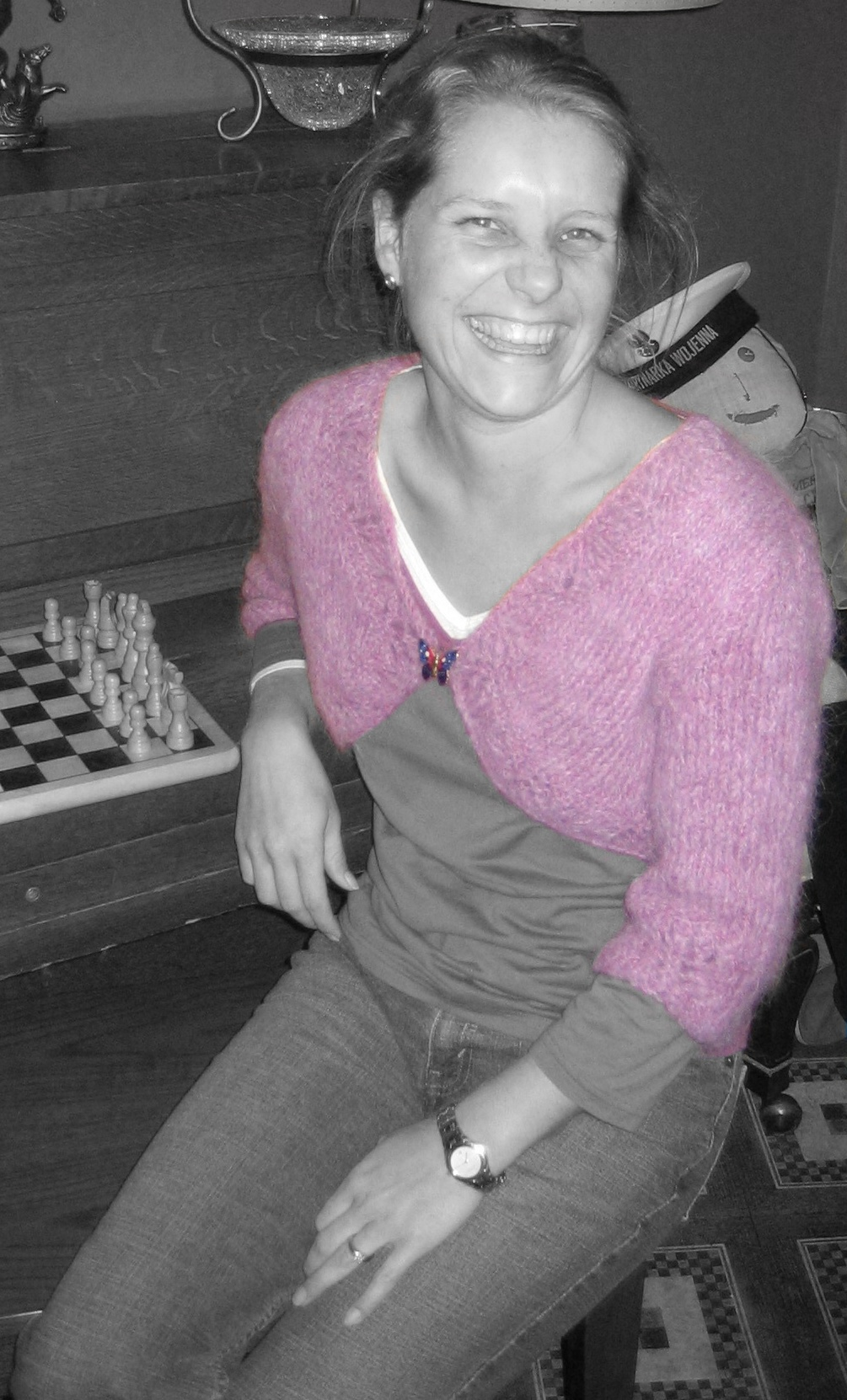
Vrouw gekleed in bolero
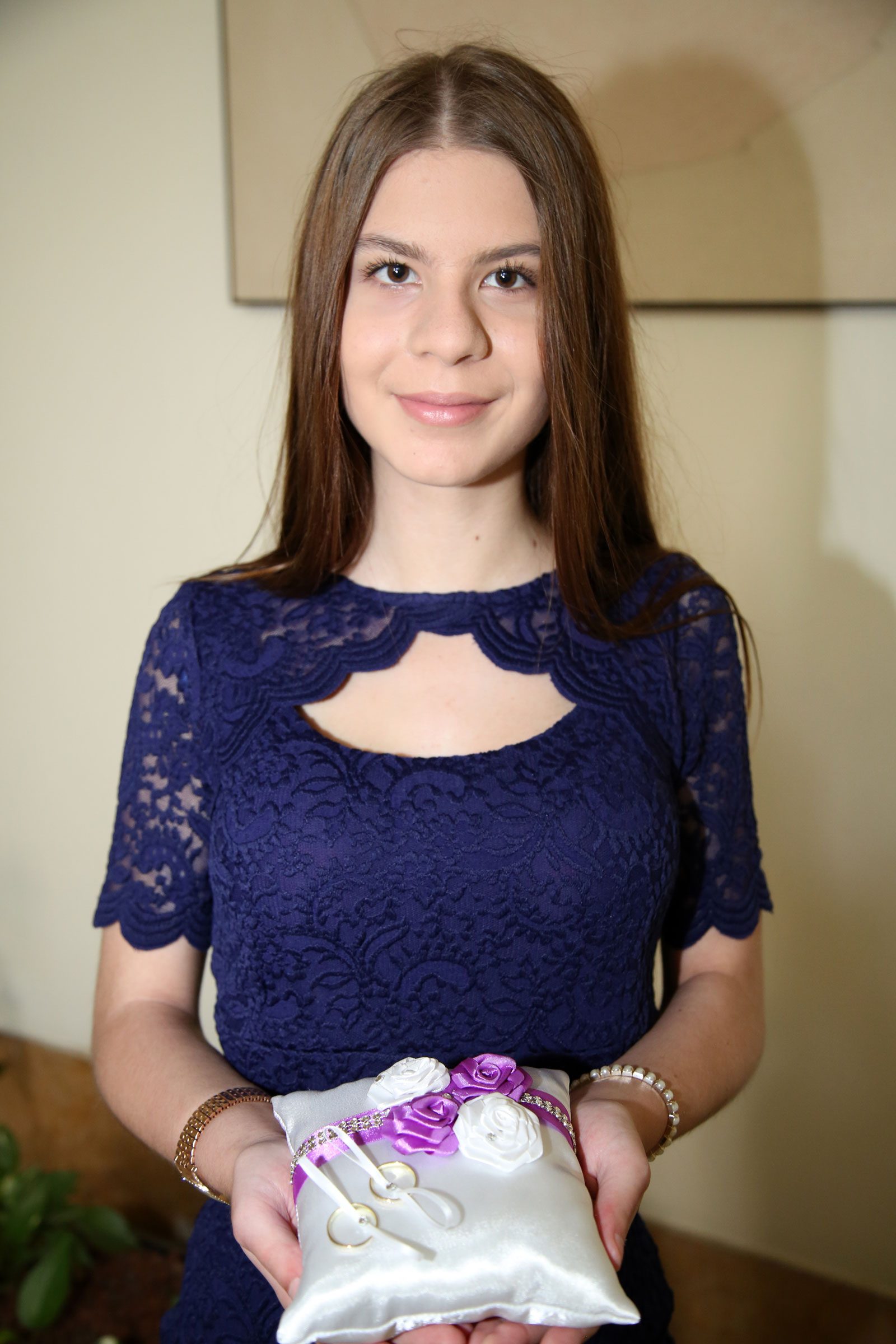
Jurk met bijpassende bolero